# チェルヌィーフ事件
チェルヌィーフ事件（チェルヌィーフじけん）とは、日本の民間企業の代表取締役が在日ロシア通商代表部員らから多額の報酬を得て、その見返りにコンピュータ・ソフトウェアの仕様書や科学技術関係機関の発行する軍事関係資料等を7年にわたってソビエト連邦およびロシア連邦に提供していたスパイ事件である。1997年（平成9年）、警視庁摘発。

## 概要
この事件は、日本の民間企業K杜代表取締役Aが、ソビエト連邦の情報機関員とみられる元買付ミッション団員のV・S・チトフより1987年（昭和62年）夏頃から諜報工作を受け、その後、元在日ソ連通商代表部員V・K・ガブリーロフ、元在日ソ連通商代表部員O・V・ホロッド、元在日ロシア通商代表部員A・B・チェルヌィーフと引き継がれるなか、7年間にわたりAが翻訳を請け負ったコンピュータ・ソフトウェアの仕様書や科学技術関係機関の発行する軍事関係資料等を多額の報酬を得る見返りにソビエト連邦（その後、ロシア連邦）に提供していた事件である
。検挙当時、チェルヌィーフは39歳であった。